# Hungarian Darts Trophy 2020
Die 1. Hungarian Darts Trophy sollte ursprünglich vom 8. bis 10. Mai 2020 als ein Turnier der European Darts Tour 2020 im Rahmen der PDC Pro Tour 2020 in der Budapester ÉRD Aréna ausgetragen werden. Wegen der COVID-19-Pandemie wurde das Turnier jedoch abgesagt. Als neuer Termin wurde zunächst der Zeitraum zwischen dem 4. und 6. September festgelegt. Da dieser Termin jedoch wegen der anhaltenden Pandemie nicht eingehalten werden konnte, wurde das Turnier schließlich abgesagt.